# West Itchenor
West Itchenor – wieś w Anglii, w hrabstwie West Sussex, w dystrykcie Chichester. Leży 8 km na południowy zachód od miasta Chichester i 94 km na południowy zachód od Londynu. W 2001 miejscowość liczyła 451 mieszkańców.